# Vitaliano Visconti
Vitaliano Visconti Borromeo (Milano, 1618 – Monreale, 7 settembre 1671) è stato un cardinale e arcivescovo cattolico italiano.

## Biografia
Vitaliano Visconti Borromeo nacque a Milano nel 1618, figlio di Fabio e della nobildonna genovese Bianca Spinola. Suo nonno paterno era il famoso mecenate Pirro I Visconti Borromeo. Si addottorò in legge presso l'Università di Bologna. Membro del collegio dei giureconsulti di Milano dal 1644, decidendo di intraprendere la carriera ecclesiastica si spostò di residenza a Roma ove venne onorato dei titoli di governatore delle città di Fano, Spoleto, Viterbo e Perugia.
In quegli anni venne inviato da papa Alessandro VII in sua rappresentanza a rendere omaggio all'Infante di Spagna, figlio primogenito di re Filippo IV.
Uditore del tribunale della Sacra Rota dal 1660, divenne anche uditore delle cause del Palazzo Apostolico ed accompagnò il cardinale Flavio Chigi nella sua legazione a latere a Parigi col ruolo di datario nella missione.
Eletto arcivescovo titolare di Efeso l'11 agosto 1664, ricevette una dispensa per non aver ancora ricevuto il presbiterato e dal 16 agosto di quello stesso anno venne nominato nunzio apostolico in Spagna.
Fu creato cardinale in pectore da papa Alessandro VII nel concistoro del 15 febbraio 1666 e pubblicato dallo stesso pontefice nel concistoro del 7 marzo 1667. Non riuscì a prendere parte al conclave del 1667 che elesse papa Clemente IX, ma il 18 marzo 1669 ricevette la berretta cardinalizia ed il titolo di Sant'Agnese fuori le mura. Prese parte al conclave del 1669-1670 che elesse papa Clemente X e venne trasferito alla sede metropolitana di Monreale dal 2 giugno 1670.
Morì a Monreale il 7 settembre 1671. La salma venne esposta alla pubblica venerazione e poi sepolta nella medesima cattedrale cittadina.

## Successione apostolica
La successione apostolica è:
- Vescovo Diego de Silva y Pacheco, O.S.B. (1668)
- Vescovo Baltasar de los Reyes, O.S.H. (1668)
- Vescovo Miguel de Cárdenas, O.Carm. (1668)
- Vescovo Diego Sarmiento Valladares (1668)
- Arcivescovo Francisco de Rois y Mendoza, O.Cist. (1668)
- Vescovo Giovanni Battista Amati (1669)
- Vescovo Giacomo Pedicini, C.R.M. (1669)

## Ascendenza
|                                                             |                        |                                              | Genitori                                  |  |  | Nonni |  |  | Bisnonni                |  |  | Trisnonni                 |  |
|                                                             |                        |                                              |                                           |  |  |       |  |  | Fabio Visconti Borromeo |  |  | Gaspare Visconti Borromeo |  |
|                                                             |                        |                                              |                                           |  |  |       |  |  | Fabio Visconti Borromeo |  |  | Gaspare Visconti Borromeo |  |
|                                                             |                        | Lucrezia Reverti                             |                                           |  |  |       |  |  | Fabio Visconti Borromeo |  |  |                           |  |
| Pirro I Visconti Borromeo                                   |                        |                                              |                                           |  |  |       |  |  | Fabio Visconti Borromeo |  |  |                           |  |
|                                                             |                        | Costanza Trivulzio                           | Gianfermo Trivulzio, I conte di Melzo     |  |  |       |  |  |                         |  |  |                           |  |
|                                                             |                        | Costanza Trivulzio                           | Gianfermo Trivulzio, I conte di Melzo     |  |  |       |  |  |                         |  |  |                           |  |
|                                                             |                        | Costanza Trivulzio                           | Caterina Landi                            |  |  |       |  |  |                         |  |  |                           |  |
| Fabio Visconti Borromeo                                     |                        | Costanza Trivulzio                           |                                           |  |  |       |  |  |                         |  |  |                           |  |
|                                                             |                        | Giovanni Battista Marino                     | Giovanni Marino                           |  |  |       |  |  |                         |  |  |                           |  |
|                                                             |                        | Giovanni Battista Marino                     | Giovanni Marino                           |  |  |       |  |  |                         |  |  |                           |  |
|                                                             |                        | Giovanni Battista Marino                     | Pellina Lomellini                         |  |  |       |  |  |                         |  |  |                           |  |
| Camilla Marino                                              |                        | Giovanni Battista Marino                     |                                           |  |  |       |  |  |                         |  |  |                           |  |
|                                                             |                        | Luigia Doria                                 | …                                         |  |  |       |  |  |                         |  |  |                           |  |
|                                                             |                        | Luigia Doria                                 | …                                         |  |  |       |  |  |                         |  |  |                           |  |
|                                                             |                        | Luigia Doria                                 | …                                         |  |  |       |  |  |                         |  |  |                           |  |
| Vitaliano Visconti Borromeo                                 |                        | Luigia Doria                                 |                                           |  |  |       |  |  |                         |  |  |                           |  |
|                                                             | Giovanni Maria Spinola | Luca Spinola                                 |                                           |  |  |       |  |  |                         |  |  |                           |  |
|                                                             | Giovanni Maria Spinola | Luca Spinola                                 |                                           |  |  |       |  |  |                         |  |  |                           |  |
|                                                             | Giovanni Maria Spinola | Violante Spinola                             |                                           |  |  |       |  |  |                         |  |  |                           |  |
| Giovanni Battista Spinola, I duca di San Pietro in Galatina | Giovanni Maria Spinola |                                              |                                           |  |  |       |  |  |                         |  |  |                           |  |
|                                                             |                        | Pellina Lercari                              | Giovanni Battista Lercari, doge di Genova |  |  |       |  |  |                         |  |  |                           |  |
|                                                             |                        | Pellina Lercari                              | Giovanni Battista Lercari, doge di Genova |  |  |       |  |  |                         |  |  |                           |  |
|                                                             |                        | Pellina Lercari                              | Maria Imperiale                           |  |  |       |  |  |                         |  |  |                           |  |
| Bianca Spinola                                              |                        | Pellina Lercari                              |                                           |  |  |       |  |  |                         |  |  |                           |  |
|                                                             |                        | Filippo Spinola, marchese di Sesto e Venafro | Ambrogio Spinola                          |  |  |       |  |  |                         |  |  |                           |  |
|                                                             |                        | Filippo Spinola, marchese di Sesto e Venafro | Ambrogio Spinola                          |  |  |       |  |  |                         |  |  |                           |  |
|                                                             |                        | Filippo Spinola, marchese di Sesto e Venafro | Battina Lomellini                         |  |  |       |  |  |                         |  |  |                           |  |
| Maria Spinola                                               |                        | Filippo Spinola, marchese di Sesto e Venafro |                                           |  |  |       |  |  |                         |  |  |                           |  |
|                                                             |                        | Polissena Grimaldi                           | Nicola Grimaldi, principe di Salerno      |  |  |       |  |  |                         |  |  |                           |  |
|                                                             |                        | Polissena Grimaldi                           | Nicola Grimaldi, principe di Salerno      |  |  |       |  |  |                         |  |  |                           |  |
|                                                             |                        | Polissena Grimaldi                           | Giulia Cybo                               |  |  |       |  |  |                         |  |  |                           |  |
|                                                             |                        | Polissena Grimaldi                           |                                           |  |  |       |  |  |                         |  |  |                           |  |